# دیوار شیشه‌ای
دیوار شیشه‌ای فیلمی به کارگردانی ساموئل خاچیکیان و نویسندگی فریدون گله محصول سال ۱۳۵۰ است.

## داستان
دو مرد در جوانی متعهد می‌شوند که بعدها فرزندانشان را به ازدواج هم درآورند…

## بازیگران
- پوری بنایی
- آرمان هوسپیان
- همایون اشکان
- هما روستا
- ژاله سام
- علی میری
- دلیله نمازی
- حسین آکیش
- پرویز شکری
- عباس ناظری نیک
- عباس محبوب